# Acsád vasútállomás
Acsád vasútállomás egy Vas vármegyei vasútállomás, Acsád településen, a GYSEV üzemeltetésében.
Közvetlenül Vasszilvágy, Salköveskút és Acsád hármashatára mellett, de teljesen ez utóbbi falu területén helyezkedik el, a központjától 2 kilométerre délre; közúti elérését a 8635-ös útból kiágazó 86 324-es számú mellékút biztosítja.

## Vasútvonalak
Az állomást az alábbi vasútvonalak érintik:
- Sopron–Szombathely-vasútvonal

## Kapcsolódó állomások
A vasútállomáshoz az alábbi állomások vannak a legközelebb:
- Bük vasútállomás (Sopron–Szombathely-vasútvonal)
- Salköveskút-Vassurány megállóhely (Sopron–Szombathely-vasútvonal)

## Forgalom
| Járat        | Útvonal | Gyakoriság   |
| ------------ | --- | ------------ |
| személyvonat | Sopron – Kópháza – Nagycenk – Sopronkövesd – Lövő – Újkér – Tormásliget – Bük – Acsád – Salköveskút-Vassurány – Szombathely | Napi 6 pár   |
| személyvonat | Sopron – Kópháza – Nagycenk – Sopronkövesd – Lövő – Újkér – Tormásliget – Bük – Acsád – Salköveskút-Vassurány – Szombathely – Szombathely-Szőlős – Ják-Balogunyom – Egyházasrádóc – Körmend – Horvátnádalja – Csákánydoroszló – Rátót – Alsórönök – Haris – Szentgotthárd | 1-4 óránként |

## Képgaléria

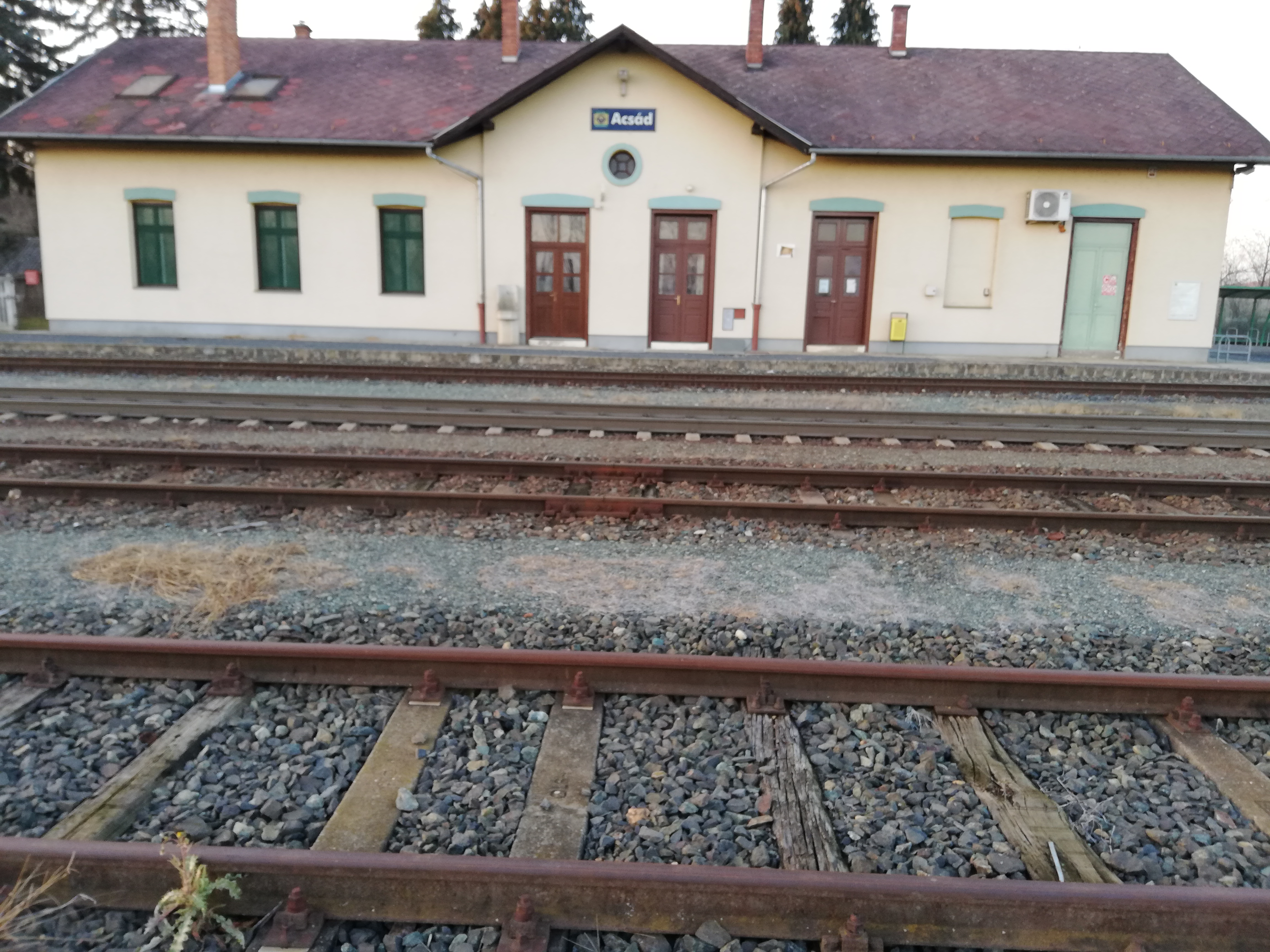
Acsád vasútállomás felvételi épülete
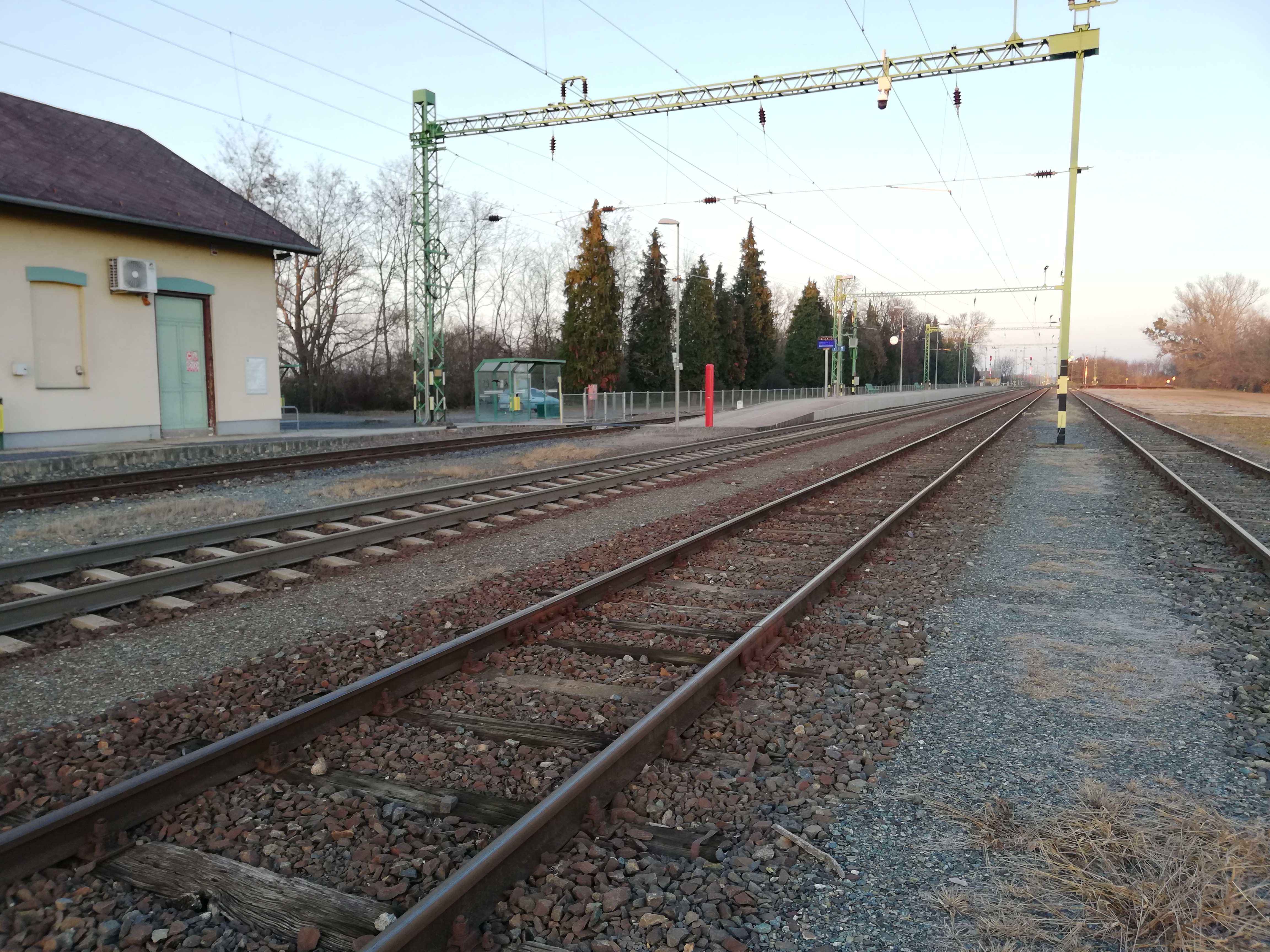
Az állomás Bük felé nézve
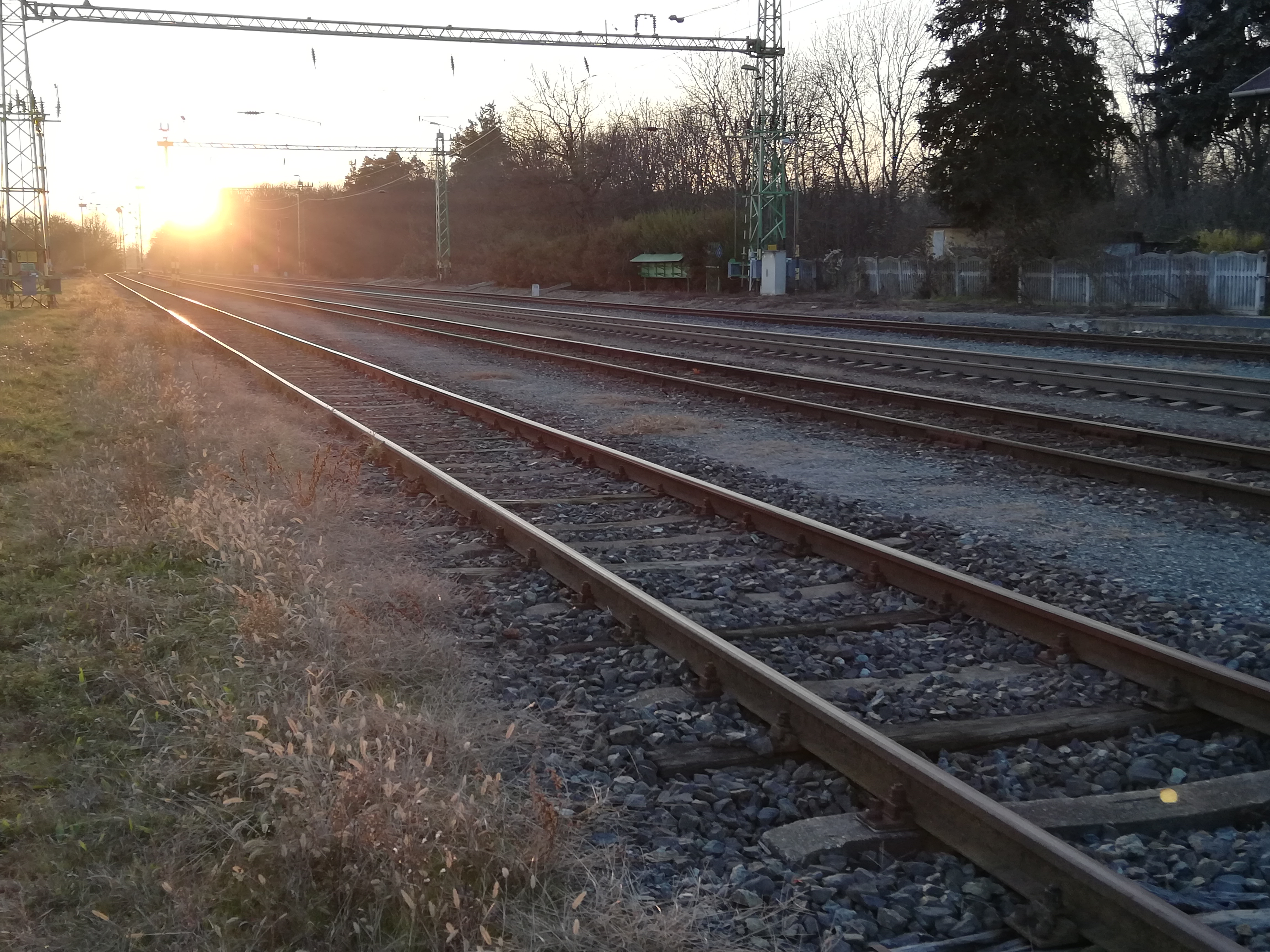
November végi naplemente
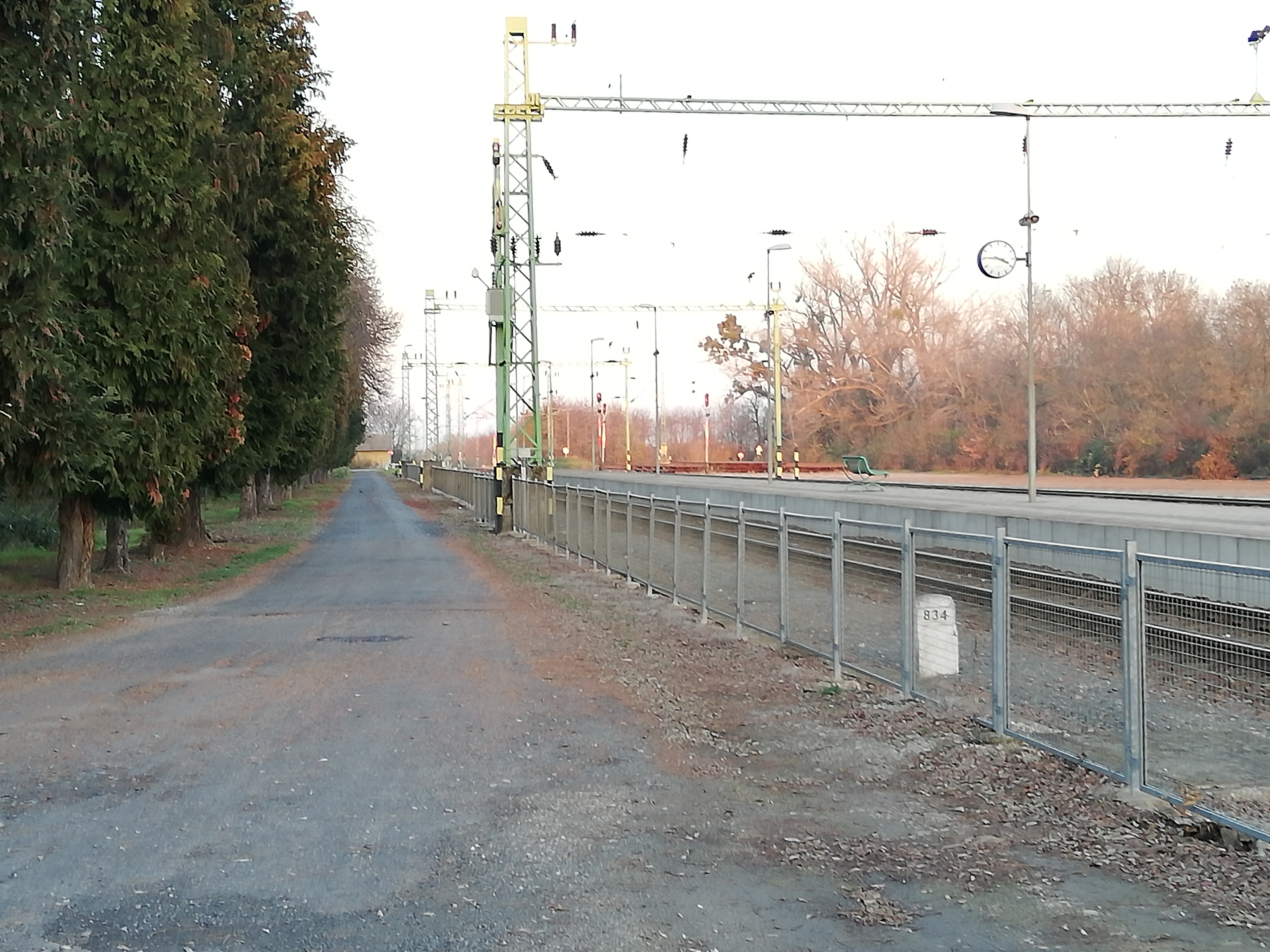
Az állomást kiszolgáló 86 324-es számú bekötőút